# George Chaney
George Chaney (* 16. April 1862 in Baltimore, Maryland, USA als George Henry Chaney; † 20. Dezember 1958 ebenda) war ein US-amerikanischer Boxer im Leichtgewicht und der Bruder von Joe Chaney, der ebenfalls Boxer war. 

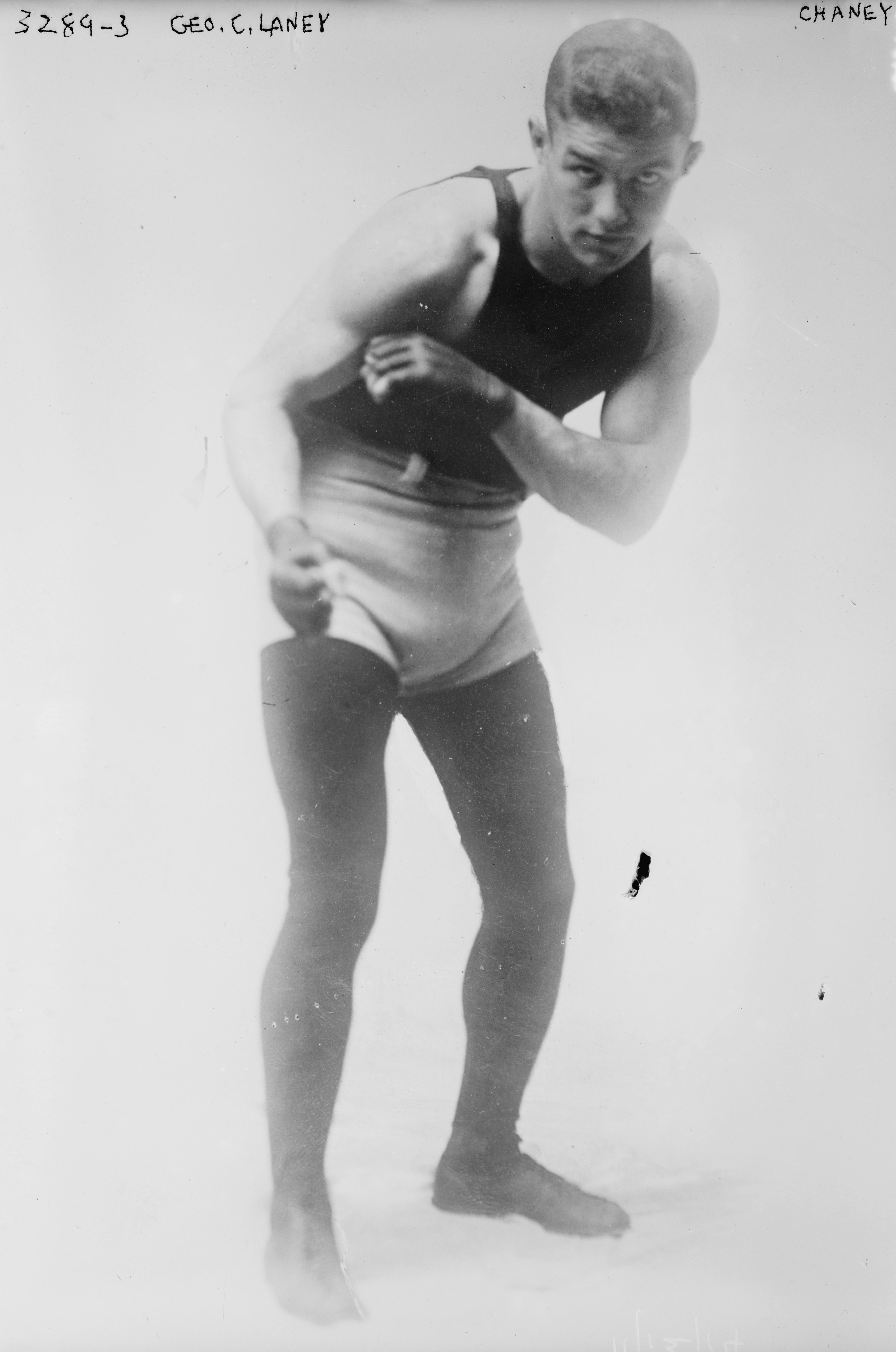
George Henry Chaney

Er boxte in der Rechtsauslage und fand im Jahre 2014 Aufnahme in die International Boxing Hall of Fame (IBHOF) in der Kategorie Old Timers.